# 3月2日
3月2日是公历一年中的第61天（闰年第62天），离全年的结束还有304天。

## 大事记

### 20世紀以前
- 846年：唐武宗之叔光王李怡繼位為皇帝，是為唐宣宗。
- 1444年：斯坎德培聯合威尼斯阿爾巴尼亞貴族成立萊什聯盟，共同對抗鄂圖曼帝國。[1]
- 1484年：紋章院根據皇家特許狀在倫敦市註冊成立，是歐洲僅存的幾家官方紋章管理機構之一。
- 1657年：日本江戶發生大規模火災，造成10萬人以上死亡。
- 1791年：法國發明家克勞德·查普在布呂隆和薩爾特河畔帕爾塞首次展示搖臂訊號機。
- 1836年：墨属德克萨斯代表大会宣布脱离墨西哥而独立，建立得克萨斯共和国。
- 1855年：俄国沙皇尼古拉一世服毒自杀。

### 20世紀
- 1901年：美国国会通过普拉特修正案，把古巴变成美国的保护国。
- 1919年：各国共产主义、革命社会主义政党代表在苏俄莫斯科召开大会，成立第三国际。
- 1930年：中国左翼作家联盟（简称“左联”）在上海成立。
- 1943年：第二次世界大戰：澳洲皇家空軍和美國空軍在俾斯麥海空襲大日本帝國海軍運輸船隊，成功殲滅日本船隊。
- 1946年：胡志明被选为北越国家主席。
- 1946年：第一次中东战争：外约旦与以色列签订停战协定。
- 1956年：摩洛哥王国独立。
- 1962年：缅甸军事将领尼温率领缅甸国防军发动军事政变并夺取政权，其后成为缅甸最高领导人。
- 1962年：NBA球星威爾特·張伯倫對戰尼克的比賽中拿下100分，為歷史紀錄。
- 1969年：中国和苏联边防部队因为乌苏里江珍宝岛的主权归属问题，而在岛上爆发武装冲突。
- 1969年：法国协和飞机第一次飞上天空。
- 1970年：津巴布韦脱离英国殖民统治，宣布成立津巴布韦共和国。
- 1977年：香港一艘渡輪與水翼船碰撞。
- 1978年：捷克斯洛伐克宇航员雷梅克搭乘苏联联盟28号宇宙飞船进入太空，成为首位来自美国和苏联之外的宇航员进入太空。
- 1989年：香港首批自願遣返越南船民乘包機赴河內。
- 1995年：全球網際網路服務公司Yahoo!成立。

### 21世紀
- 2001年：阿富汗塔利班領導人穆罕默德·奥马尔下達滅佛令，開始摧毀巴米揚大佛。
- 2009年：時任幾內亞比索總統若昂·貝爾納多·維埃拉在首都比索的軍事政變中遭到叛變士兵槍殺身亡。
- 2016年：印尼蘇門答臘島發生8.1級地震。
- 2017年：桃園機場捷運正式營運。
- 2022年：俄羅斯軍隊攻佔赫爾松，為俄羅斯入侵烏克蘭期間攻佔的唯一州首府。
- 2022年：聯合國大會緊急特別會議表決通過第ES-11/1號決議，譴責俄羅斯對烏克蘭的侵略。

## 出生
- 480年：努西亚的本笃，意大利修士（547年逝世）
- 1316年：羅伯特二世，蘇格蘭國王（1390年逝世）
- 1409年：約翰二世，阿朗松公爵（1476年逝世）
- 1459年：教宗哈德良六世，羅馬主教（1523年逝世）
- 1675年：劉於義，清朝政治人物，学者（1748年逝世）
- 1760年：卡米尔·德穆兰，法国记者（1794年逝世）
- 1769年：迪威特·柯林頓，美國政治家、博物學家，曾任聯邦參議員、紐約市市長和紐約州州長（1828年逝世）
- 1770年：路易·加布里埃爾·絮歇，法國元帥（1826年逝世）
- 1793年：山姆·休士頓，美國軍事家、政治家，首任德克薩斯共和國總統（1863年逝世）
- 1810年：教宗良十三世，羅馬主教（1903年逝世）
- 1820年：穆尔塔图里，荷兰小说家（1887年逝世）
- 1824年：贝多伊齐·斯美塔那，捷克作曲家（1884年逝世）
- 1876年：庇護十二世，羅馬主教（1958年逝世）
- 1880年：勒內·瓦隆，法國飛行員（1911年逝世）
- 1880年：米內光政，日本政治人物，第37任日本內閣總理大臣（1948年逝世）
- 1880年：阿弗雷德·洛特卡，美國數學家、物理化學家、統計學家（1949年逝世）
- 1883年：武田久吉，日本植物學家（1972年逝世）
- 1894年：亞歷山大·奧巴林，蘇聯生物化學家（1980年逝世）
- 1895年：李汝祺，中国遗传学家（1991年逝世）
- 1902年：愛德華·康登，美国核物理学家（1974年逝世）
- 1904年：蘇斯博士，美國著名的作家及漫畫家（1991年逝世）
- 1908年：陈白尘，中国剧作家（1994年逝世）
- 1911年：恩格爾貝特·恩德拉斯，德國海軍上尉（1941年逝世）
- 1919年：珍妮花·鍾絲，美国演员（2009年逝世）
- 1920年：上官雲珠，中國話劇女演員、電影演員（1968年逝世）
- 1926年：穆瑞·羅斯巴德，美國經濟學家、歷史學家（1995年逝世）
- 1930年：汤姆·沃尔夫，美国作家及记者（2018年逝世）
- 1930年：劉思齊，毛澤東長子毛岸英的妻子（2022年逝世）
- 1931年：米哈伊尔·戈尔巴乔夫，蘇聯政治家，唯一一任蘇聯總統，1990年諾貝爾和平獎得主（2022年逝世）
- 1933年：羅伯特·羅森塔爾，美國社會心理學家（2024年逝世）
- 1935年：王大中，中国核工程专家
- 1937年：阿卜杜勒-阿齐兹·布特弗利卡，阿爾及利亞政治家，第5任阿爾及利亞總統（2021年逝世）
- 1938年：里卡多·埃斯科瓦尔，智利政治人物，第33任智利总统
- 1941年：梁銘彥，香港前政府官员（2008年逝世）
- 1942年：卢·里德，美國吉他手（2013年逝世）
- 1943年：彼得·史超伯，美國恐怖小說作家（2022年逝世）
- 1947年：哈里·雷德克纳普，英国足球运动员
- 1948年：安德烈·林德，俄裔美國理論物理學家
- 1949年：迪內什·古納瓦德納，斯里蘭卡政治人物，現任斯里蘭卡總理
- 1950年：凱倫·卡本特，美国歌手（1983年逝世）
- 1952年：谢尔盖·斯捷帕申，俄罗斯政治家
- 1954年：戴思傑，旅法華人作家
- 1954年：高島雅羅，日本女性聲優
- 1955年：麻原彰晃，日本宗教人物（2018年逝世）
- 1961年：西蒙娜·扬，澳大利亚指挥家
- 1962年：森岡浩之，日本科幻小說家
- 1962年：瓊·邦·喬飛，美國歌手
- 1962年：加布里埃勒·泰基尼，義大利賽車手
- 1963年：安東尼·艾班尼斯，澳大利亞政治人物，現任澳大利亞總理
- 1966年：鄧萃雯，香港演員
- 1967年：詹雅雯，台灣歌手
- 1968年：丹尼尔·克雷格，英國男演員
- 1970年：朝基勝士，日本漫畫家
- 1971年：高賢廷，韓國女演員
- 1972年：維荻婭·茂瓦德，印度演員
- 1972年：阿菲亞·西迪基，巴基斯坦神經學家
- 1972年：毛里西奥·波切蒂诺，阿根廷前足球运动员
- 1973年：許志永，中國法學家、維權律師
- 1974年：楊乃文，台灣歌手
- 1975年：李善均，韩国男演員（2023年逝世）
- 1976年：梁敏儀，香港女演員
- 1977年：梁偉德，香港配音員
- 1977年：夏治世，臺灣男性配音員。
- 1977年：克里斯·馬汀，英國歌手、吉他手，酷玩樂團主唱
- 1978年：張耀麟，前香港足球代表隊隊長（2003年逝世）
- 1978年：張美妮，香港演員
- 1979年：樫之木小香，日本漫畫家
- 1979年：达米恩·达夫，愛爾蘭足球運動員
- 1980年：優木真央美，日本演員、歌手
- 1980年：瑞貝爾·威爾森，澳大利亞女演員、作家、製片人
- 1981年：布莱斯·达拉斯·霍华德，美國女演員
- 1983年：李荷妮，韓國女演員
- 1983年：李世乭，韓國圍棋棋士
- 1983年：利桑德罗·洛佩斯，阿根廷足球运动员
- 1984年：鄭大世，朝鲜、韩国足球運動員
- 1984年：成赫，韓國男演員
- 1986年：樓心潼，台灣女演員
- 1986年：安德里斯·比耶德林斯，拉脫維亞籃球運動員
- 1987年：洪卓立，香港歌手
- 1987年：杨玏，中國男演員
- 1987年：颜妮，中国排球运动员
- 1988年：張雲龍，中國男演員
- 1988年：张超，中国歌手、演员
- 1988年：許佳麟，馬來西亞歌手、主持人、Youtuber
- 1988年：馬修·米查姆，澳洲男子跳水運動員
- 1988年：維爾納·庫澤，南非男演員、製片人
- 1989年：洪言翔，台湾演员、歌手
- 1989年：娜塔莉·伊曼紐爾，英國女演員
- 1989年：勞爾·巴埃納，西班牙職業足球運動員
- 1989年：杜比·艾達韋列特，比利時職業足球運動員
- 1989年：馬塞爾·希舍爾，奧地利男子高山滑雪運動員
- 1990年：李洪基，韓國男子偶像樂團FTIsland成員
- 1990年：泰格·史洛夫，印度演員
- 1990年：方駿宇，香港賽車手
- 1991年：謝沛恩，台灣演員
- 1991年：成瑤孆，香港配音員
- 1991年：山中拓也，日本男歌手，搖滾樂團THE ORAL CIGARETTES主唱、吉他手
- 1992年：賴品妤，台灣社會運動人士
- 1992年：黃士峰，臺灣男子田徑運動員
- 1996年：金龍國，韓國男子偶像團體JBJ成員
- 1996年：金永大，韓國男演員
- 1997年：川尻蓮，日本男子偶像團體JO1成員
- 1998年：朱雪瑩，中國女子彈翻床運動員
- 2001年：後藤希友，日本女子壘球運動員
- 2002年：申智阭，韓國女子偶像團體Weeekly成員
- 2002年：朴元彬，韓國男子偶像團體RIIZE成員
- 2003年：金多娟，韓國女子偶像團體Kep1er成員
- 2006年：詹天文，香港女歌手、演員
- 2009年：仲邑菫，日本圍棋棋手
- 2016年：奧斯卡·卡爾·奧洛夫，瑞典王子

## 逝世
- 477年：陸修靜，南北朝劉宋道士（406年出生）
- 986年：洛泰爾一世，西法蘭克王國加洛林王朝的最後第二位國王（941年出生）
- 1333年：瓦迪斯瓦夫一世，波蘭國王（1260年出生）
- 1619年：丹麥的安娜，英格蘭王后（1574年出生）
- 1715年：阿部正邦，日本江戶時代大名（1658年出生）
- 1791年：約翰·衛斯理，英國國教神職人員和基督教神學家，衛理宗的創始者（1703年出生）
- 1797年：霍勒斯·沃波爾，英國藝術史學家、文學家、政治人物（1717年出生）
- 1835年：弗朗茨二世，神聖羅馬帝國末代皇帝、奧地利帝國第一位皇帝（1768年出生）
- 1840年：海因里希·奧伯斯，德国天文学家、醫生、物理學家（1758年出生）
- 1894年：具伯·爾利，南北戰爭期間的邦聯重要將領之一（1816年出生）
- 1895年：貝爾特·莫里索，法國畫家（1841年出生）
- 1930年：大卫·赫伯特·劳伦斯，英國小说家（1885年出生）
- 1939年：霍華德·卡特，英國考古學家和埃及學的先驅，圖坦卡門陵墓的發現者（1874年出生）
- 1944年：艾達·麥克林，英國生物化學家（1877年出生）
- 1948年：莉茲·瑪姬，美國遊戲設計師、作家、女權主義者、喬治主義者（1866年出生）
- 1962年：夏爾-讓·德拉瓦萊·普桑，比利時數學家（1866年出生）
- 1982年：菲利普·狄克，美國科幻小說作家（1928年出生）
- 1999年：凌子风，中國電影導演（1917年出生）
- 2004年：梅賽德絲·麥坎布雷奇，美國女演員（1916年出生）
- 2009年：若昂·貝爾納多·維埃拉，幾內亞比索政治家，曾任幾內亞比索總統與幾內亞比索總理（1939年出生）
- 2017年：戴維·魯賓格，以色列攝影師、攝影記者（1924年出生）
- 2018年：比利·海灵顿，美国色情片演员（1969年出生）
- 2021年：清水勳，日本漫畫評論家（1939年出生）
- 2021年：唐奕聰，香港著名音樂創作人與樂手，香港著名樂隊太極樂隊鍵琴手及編曲人（1963年出生）
- 2022年：弗拉基米爾·斯特魯克，烏克蘭政治人物，曾任克列緬納亞市長（1964年出生）
- 2022年：安德烈·蘇霍維茨基，俄羅斯將領（1974年出生）
- 2023年：陳慶雲，中國有機化學家（1929年出生）
- 2023年：大川隆法，日本政治人物、宗教領袖，幸福科學創始人（1956年出生）
- 2023年：麵咪媽，香港網紅（1993年出生）
- 2025年：吳家瑋，香港物理學家（1937年出生）
- 2025年：布瓦伊薩爾·賽季耶夫，俄羅斯男子角力運動員（1975年出生）

## 节假日与习俗
- 斯里蘭卡：軍人節
- ：工程師節
- 苏丹：民主共和国民族团结日
- 衣索比亞：阿杜瓦勝利日
- 美国德克薩斯州：獨立日